# Drosophila mediocris
Drosophila mediocris är en tvåvingeart som beskrevs av Frota-pessoa 1954. Drosophila mediocris ingår i släktet Drosophila och familjen daggflugor.
Artens utbredningsområde är Brasilien och Panama.